# プレフェン酸
プレフェン酸(プレフェンサン、prephenic acid)は、代謝過程の中間体として存在する物質の一つ。シキミ酸経路上でコリスミ酸のクライゼン転位により生成し、フェニルアラニン、チロシンなど、芳香族アミノ酸の原料となる。